# Эпифиты
Эпифи́ты (от греч. ἐπι- — «на» + φυτόν — «растение») — растения, произрастающие на других растениях — форофитах — или постоянно прикреплённые к ним, при этом не получающие от них питательных веществ. Кроме классических наземных эпифитов, существует много водных видов водорослей, которые являются эпифитами других водорослей или водных цветковых растений.

## Описание
Эпифиты используют фотосинтез для получения энергии и питательных веществ и, в случае неводных видов, получают влагу из воздуха и осадков (дождь, туман и др.)
Эпифиты не являются паразитными растениями, поскольку растут независимо от форофитов и используют их исключительно в качестве физической опоры. Очевидным преимуществом эпифитов, особенно в сильно заросшей деревьями местности, является возможность не зависеть от грунта, а находиться ближе к источнику света; на эпифитах также меньше сказывается влияние травоядных. Тем не менее при слишком густом нарастании эпифиты могут повредить растение-опору.
Эпифиты имеют большое значение для некоторых видов животных, формируя на себе водную среду их обитания — такими животными являются некоторые жабы и членистоногие.
Наиболее известными эпифитами являются мхи, лишайники, орхидеи и представители семейства Бромелиевые, но эпифиты могут быть найдены практически в любой таксономической группе растений; более того, термин «эпифит» часто используется и для бактерий. Наиболее богатые и развитые сообщества эпифитов встречаются в тропических лесах (особенно во влажных), но мхи и лишайники — довольно обычные эпифиты умеренного и даже арктического климатического пояса.
На территории Европы время от времени можно увидеть травы, кустарники, и даже деревья, которые растут на развилках веток других, больших деревьев. Но это лишь случайные места прорастания неэпифитных видов; эпифитов, у которых была бы настоящая характерная корневая система, на территории Европы нет.
Первое фундаментальное исследование эпифитной флоры было опубликовано ботаником А. Шимпером в 1888 году и называлось «Die epiphytische Vegetation Amerikas» («Эпифитная флора Америки»).

## Классификация по характеру приспособления к условиям существования
В 1888 году немецкий ботаник Андреас Шимпер составил классификацию, в которой разделил эпифиты на четыре группы: протоэпифиты, гнездовые и скобочные (кармашковые) эпифиты, резервуарные (цистерновые) эпифиты, полуэпифиты.
- Протоэпифиты представляют собой наименее специализированную группу эпифитов. Они лишь в малой степени защищены от периодических засух и недостатка почвы. Специальных структур для собирания воды у протоэпифитов нет. Многие протоэпифиты имеют признаки, характерные для ксероморфных растений. У большинства эпифитных растений, относимых к этой группе, мясистые (суккулентные) листья, способные сохранять некоторый запас влаги. Такие листья обычны для некоторых пеперомий, ластовниевых, геснериевых. 
Некоторые лиановидные эпифиты запасают воду в толстых, мясистых стеблях. У многих орхидей одно или несколько междоузлий стебля сильно утолщаются, превращаясь в своеобразные надземные клубни (туберидии).
- Гнездовые и скобочные (кармашковые) эпифиты имеют приспособления, позволяющие накапливать различные органические остатки, которые со временем превращаются в перегной и обеспечивают растение питанием. 
У гнездовых эпифитов, к которым относятся многие папоротники, ароидные и орхидеи, корни образуют плотно переплетённую массу, отдаленно напоминающую птичье гнездо. Отмершие листья и другие растительные остатки, падая сверху, задерживаются в этой ловушке и, постепенно накапливаясь, превращаются в перегной. 
У некоторых скобочных эпифитов все или часть листьев, прилегающих к стволу дерева, образуют своеобразные воронки, или карманы. В них постепенно накапливается перегной. Листья, из которых формируется карман, в разрезе отдалённо напоминают круглые скобки. Наиболее известным представителем скобочных эпифитов является папоротник «олений рог» (Platycerium bifurcatum).
- Резервуарные (цистерновые) эпифиты наиболее приспособлены к жизни на других растениях. Встречаются они только среди видов семейства бромелиевых. Типичные бромелии, например Aechmea fasciata, имеют длинные жёсткие листья, собранные в розетку, формирующую небольшой чашеобразный резервуар. У некоторых растений он может содержать до 5 л воды. 
 Флора и фауна водоёмов внутри бромелий чрезвычайно своеобразна и обильна. Так, например, некоторые бразильские виды пузырчаток, встречаются только в бромелиях.
- Полуэпифиты начинают своё существование как истинные эпифиты — высоко на дереве, но потом, развивая длинные воздушные корни, достигают почвы и укореняются в ней. Так растут многие крупные ароидные, фикусы и целый ряд представителей других семейств.[3]